# Denkmal für Stalin, Roosevelt und Churchill

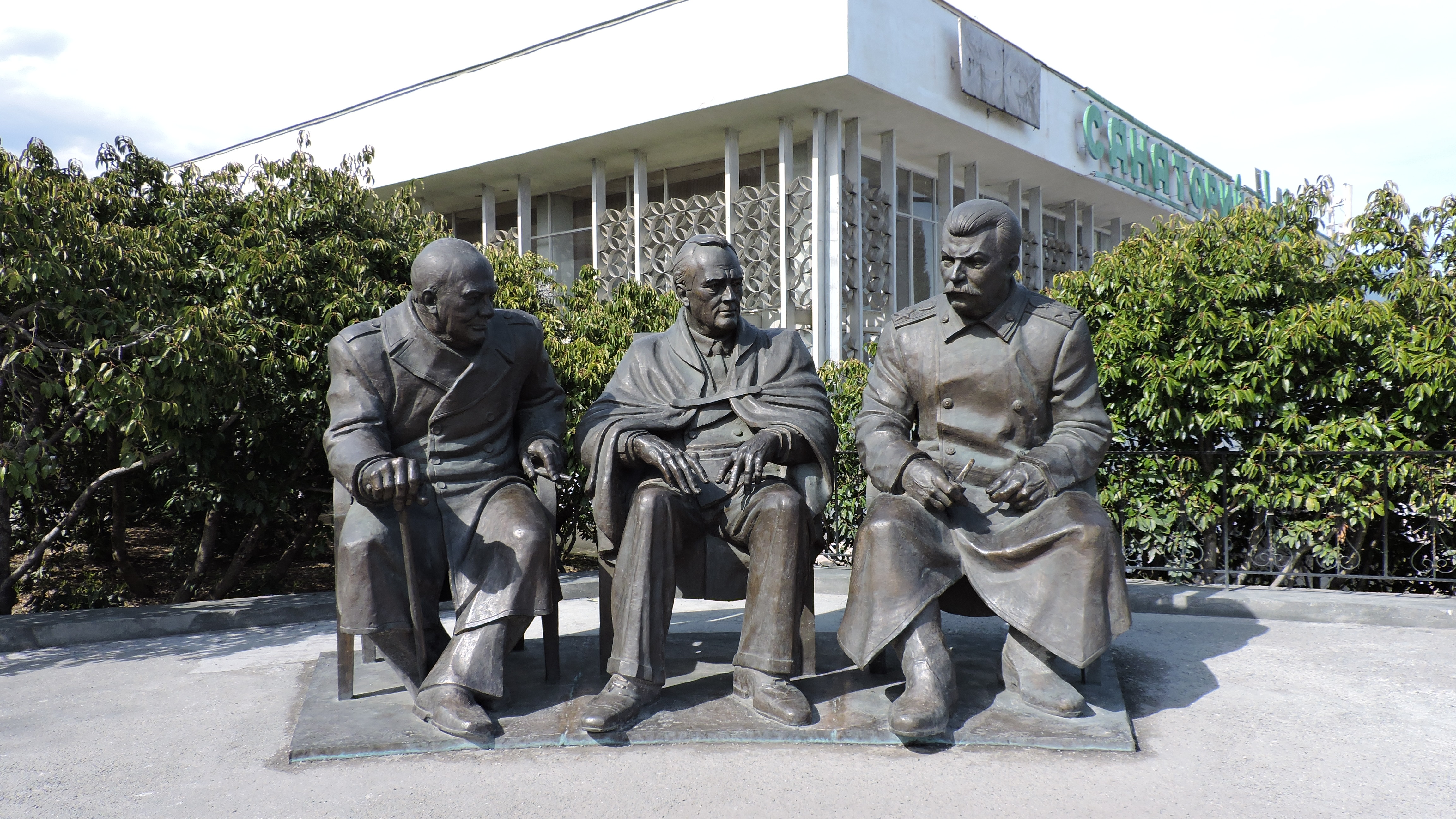
Das Denkmal in Jalta

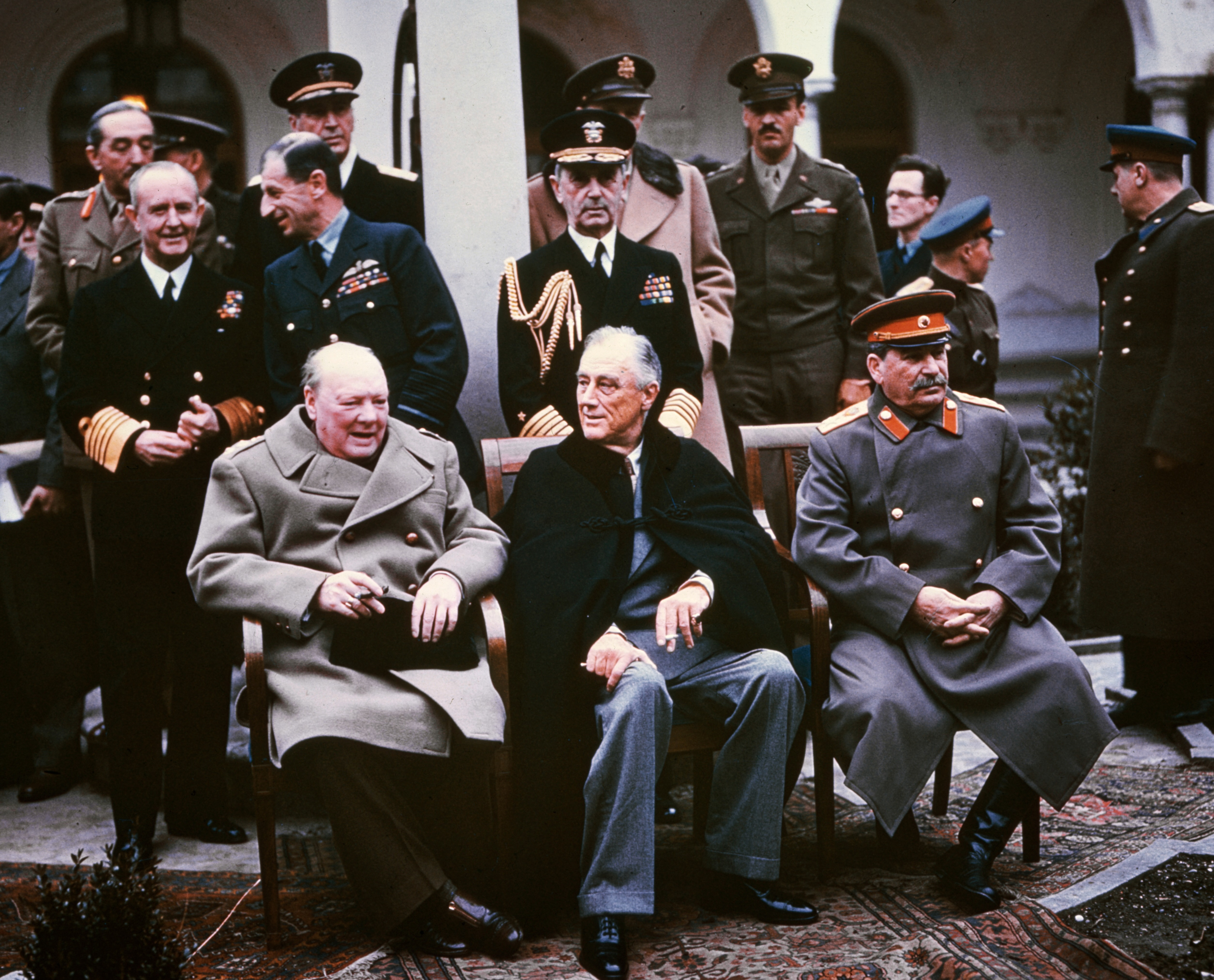
Churchill, Roosevelt und Stalin bei der Konferenz von Jalta 1945

Das Denkmal für Stalin, Roosevelt und Churchill, russisch Памятник Сталину, Рузвельту и Черчиллю, schuf der russische Bildhauer Surab Zereteli für die Führer der „Großen Drei“ auf der Halbinsel Krim.

## Lage
Das Denkmal befindet sich im Park in der Nähe des Liwadija-Palastes (die ehemalige Sommerresidenz der Russischen Kaiser) in Liwadija, drei Kilometer von Jalta entfernt.

## Geschichte
Vom 4. bis zum 11. Februar 1945 fand in Liwadija die Konferenz von Jalta statt. Anlässlich des 60. Jahrestages dieses Ereignisses planten die russischen Behörden im Jahr 2005 in Abstimmung mit Wladimir Putin und Leonid Kutschma das Denkmal. Es entstand ein massives Bronzedenkmal: Drei sitzende (wie auf dem Protokollfoto von rechts) Skulpturen von Josef Stalin, Franklin D. Roosevelt und Winston Churchill. Die Höhe der Komposition überschritt 2 m, die Breite 6 m, das Gewicht betrug 5,5 t. Gegenüber der Vorlage veränderte der Künstler die Blickrichtung Roosevelts und die Kopfhaltung Churchills, so dass es nun so aussieht, als ob Churchill und Roosevelt gemeinsam auf Stalin blicken.
Die Aufstellung wurde im Jahr 2005 allerdings nicht realisiert. Im Zuge der Orangen Revolution gewannen Liberale und Demokraten der Ukraine politisches Gewicht. Die Figur Stalins in der Skulpturengruppe löste Protest unter den Krimtataren aus wegen dessen verhängnisvoller Rolle bei der Deportation von Krimtataren nach Zentralasien im Jahr 1944. Ukrainische Aktivisten verwiesen zudem auf den Holodomor. Erst in November 2014, nach der Annexion der Krim durch Russland, wurde das Denkmal den Behörden übergeben und im Februar 2015 zum 70. Jahrestag der Konferenz enthüllt. Eine erneute Protestwelle der Krimtataren wurde diesmal gänzlich ignoriert.
Das Denkmal gilt als erstes nach einem Regierungsauftrag für Josef Stalin enthülltes Denkmal nach dem Jahr 1956 (darüber hinaus gibt es eine Vielzahl von Denkmälern für Stalin, die von Einzelpersonen oder Organisationen initiiert wurden).